# جون سبنسر ليتس
جون سبنسر ليتس (بالإنجليزية: John Spencer Letts)‏ هو قاضي ومحامي أمريكي، ولد في 19 ديسمبر 1934 في سانت لويس في الولايات المتحدة، وتوفي في 10 نوفمبر 2014 في توررانسي في الولايات المتحدة.